# اشچینکا، استان مازویان
اشچینکا، استان مازویان (به لاتین: Trzcinka, Masovian Voivodeship) یک منطقهٔ مسکونی در لهستان است که در Gmina Poświętne, Masovian Voivodeship واقع شده‌است.

## خصوصیات
اشچینکا ۱۲۰ نفر جمعیت دارد.